# St. Johannes Evangelist (Altenberg)

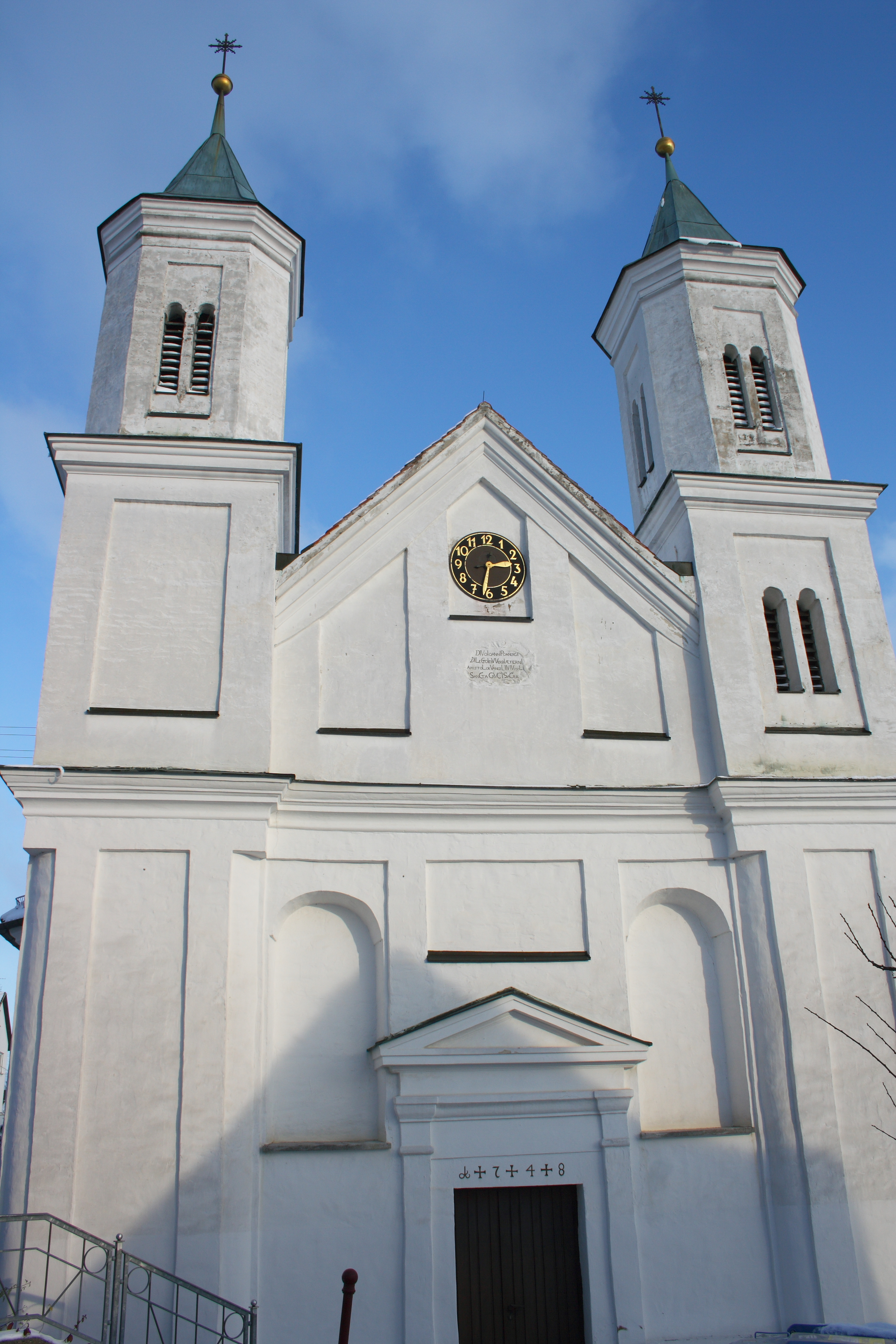
St. Johannes Evangelist in Altenberg, Westfassade

Die ehemalige katholische Pfarrkirche und heutige Filialkirche St. Johannes Evangelist  in Altenberg, einem Ortsteil der Gemeinde Syrgenstein im Landkreis Dillingen an der Donau im bayerischen Regierungsbezirk Schwaben, wurde in der Mitte des 18. Jahrhunderts errichtet. Sie besaß ursprünglich eine Kuppel und vier Türme. Bei der Restaurierung im 19. Jahrhundert erhielt die Kirche ihr heutiges Aussehen.

## Geschichte
Der Auftraggeber der Kirche war Freiherr Johann Ernst Gotthard von Syrgenstein, der Gründer der Siedlung Altenberg. Er ließ eine Kirche nach italienischem Vorbild mit einer Kuppel und vier Türmen errichten. Der Baumeister der Kirche ist nicht überliefert. 1747 erfolgte die Grundsteinlegung und 1765 wurde die Kirche geweiht. 1776 war die Kuppel baufällig geworden und musste abgebrochen werden, 1778 wurde einer der vier Türme abgetragen. 1790 war die Kirche in so schlechtem Zustand, dass sie nicht mehr für den Gottesdienst verwendet werden konnte, im Jahr 1840 sollte sie abgerissen werden. Zwischen 1849 und 1852 erfolgte eine Instandsetzung des Gebäudes, bei der die Kirche eine neue Ausstattung erhielt. Es blieben nur noch die beiden Türme der Fassade erhalten und der Innenraum wurde mit einer Flachdecke versehen.
1948 wurde Altenberg zur Pfarrei erhoben, davor gehörte es zu Staufen. Als Pfarrkirche dient heute die 1974 errichtete Kirche St. Wolfgang im Ortsteil Syrgenstein.

## Architektur

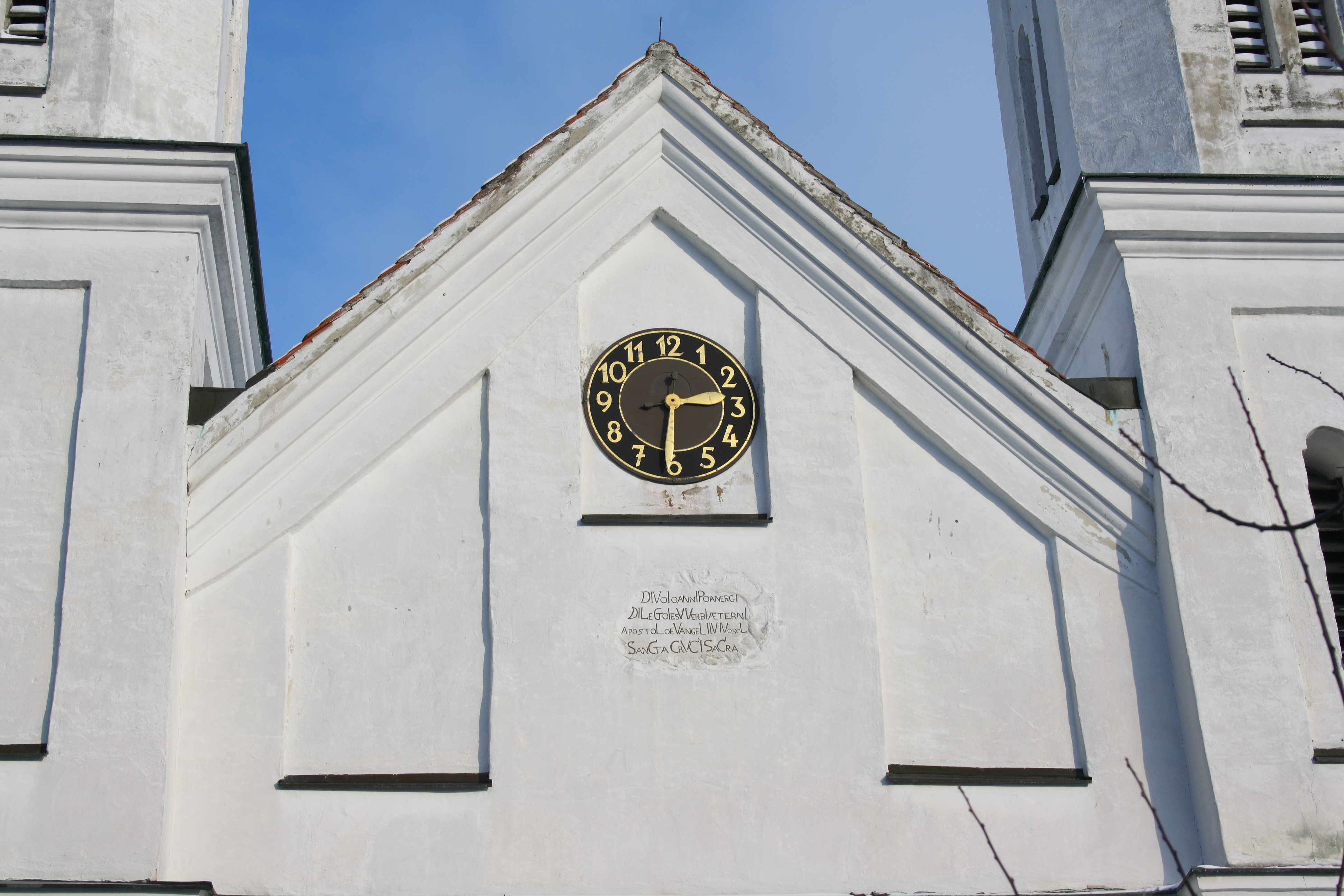
Westfassade mit Chronogramm

### Außenbau
Die Westfassade rahmen zwei mit Spitzhelmen gedeckte Türme, die von einem Knauf mit einem Kreuz bekrönt werden. Die quadratischen Untergeschosse werden von einem breiten Profilgesims abgegrenzt, über dem sich ein oktogonaler Aufbau erhebt. Dieser ist auf allen vier Seiten von schmalen Klangarkaden in Form von Zwillingsfenstern durchbrochen.
Wie die beiden Türme wird die Westfassade durch Blendfelder und ein breites Gesims gegliedert. In der Mittelachse befindet sich das von Pilastern flankierte Portal. Es wird von einem flachen Dreiecksgiebel über einem Architrav bekrönt. Am Türsturz ist die Jahreszahl 1748 eingemeißelt.
Die stark beschädigte Rocaillekartusche im Giebelfeld enthält eine Inschrift mit einem Chronogramm (DIVO IOANNI POANERGI DILECTO IESV VERBI AETERNI APOSTOLO EVANGELII VIVO SOLI & SANCTA CRVCISACRA). Die hervorgehobenen Buchstaben DIVIIIDILCIVVIILVLIIVIVLICCVCIC ergeben die Jahreszahl 1748.

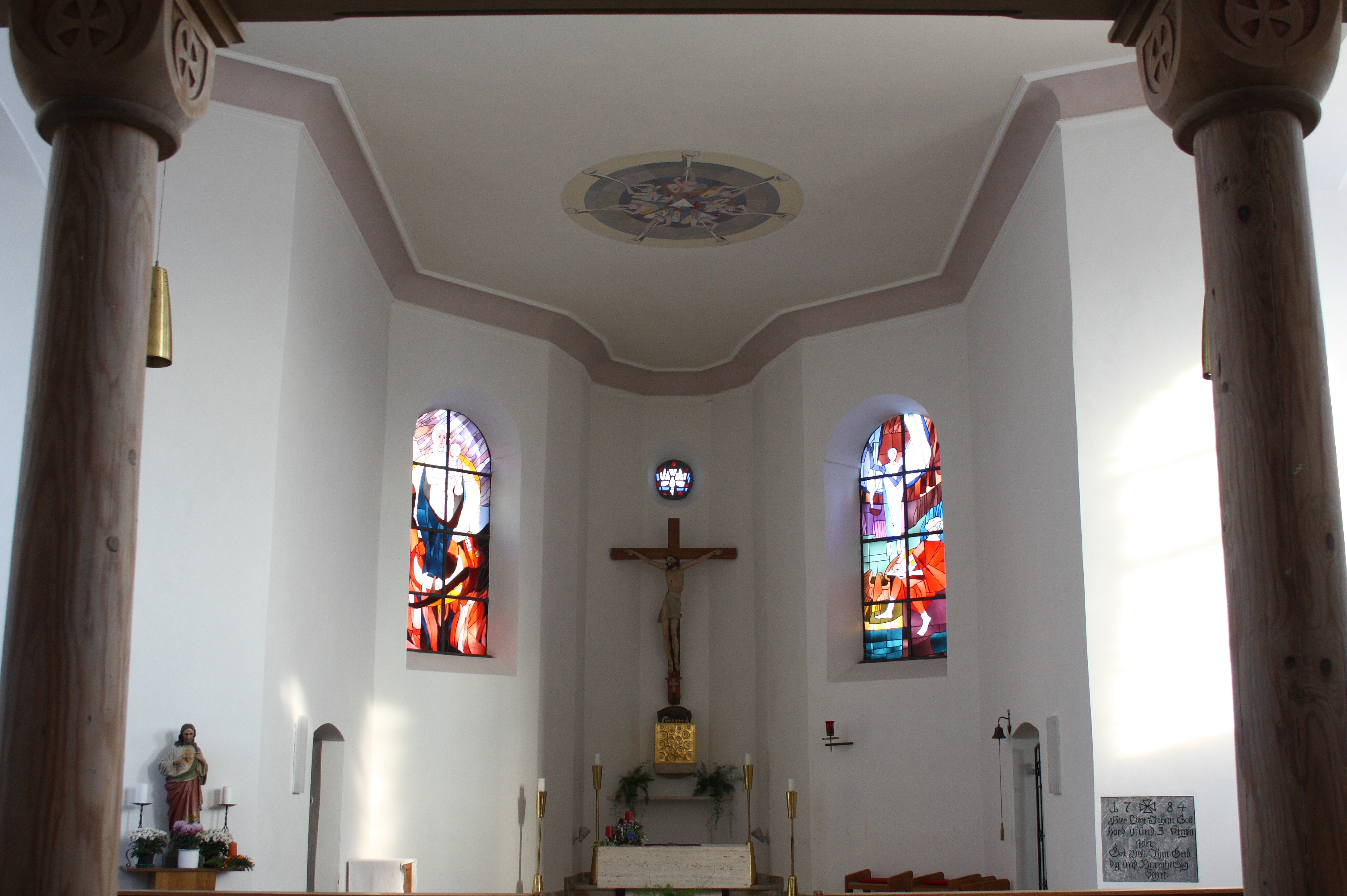
Innenraum mit Blick zum Chor

### Innenraum
Der gesamte Innenraum ist mit einer flachen Decke gedeckt. Der Chor schließt mit einer mehrfach gebrochenen Apsis. An den Chor schließen sich auf beiden Seiten rechteckige Räume an, auf denen die abgetragenen Türme aufgebaut waren. Im südlichen Raum ist die Sakristei untergebracht. Den westlichen Abschluss des Langhauses bildet eine schlichte Empore, die auf glatten Holzsäulen mit Würfelkapitellen aufliegt.
Vor dem Chorraum ist auf der rechten Seite eine Grabplatte von Johann Gotthard von und zu Syrgenstein, gestorben 1784, in die Wand eingelassen.

## Bleiglasfenster

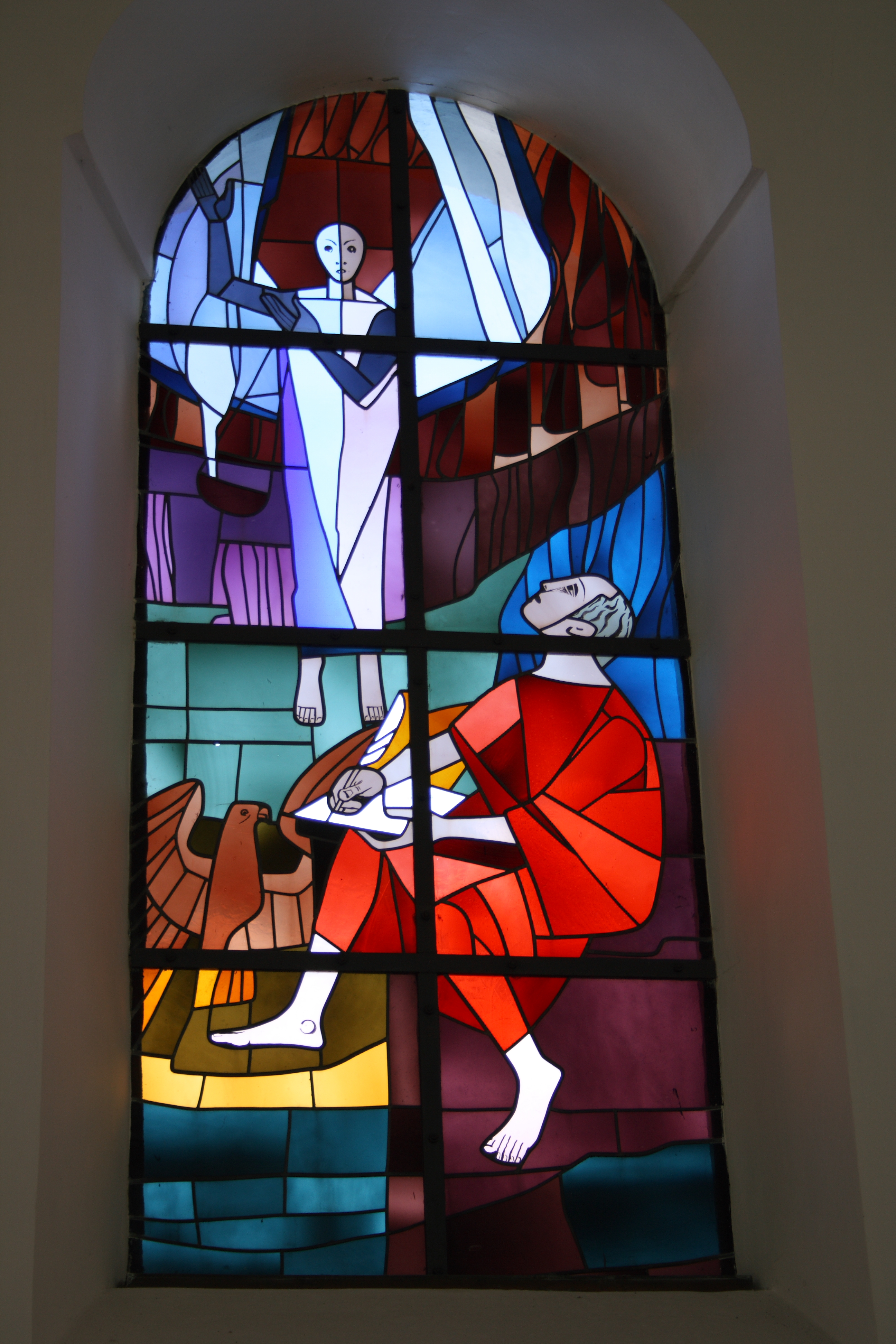
Chorfenster mit der Darstellung des Evangelisten Johannes als Verfasser der Apokalypse

Der Chorraum ist mit modernen Bleiglasfenstern ausgestattet. Das Rundfenster der Apsis stellt eine Taube, Symbol des Heiligen Geistes, dar. Die Darstellung Marias auf dem linken Fenster folgt der Geheimen Offenbarung des Johannes. Maria mit dem Jesuskind auf dem Arm steht auf dem Halbmond, zu ihren Füßen windet sich ein Drachen. Das rechte Fenster stellt Johannes, den Verfasser der Apokalypse auf der Insel Patmos dar, der von einem Engel angewiesen wird, die Offenbarung zu schreiben. Er wird mit einem Adler, dem Attribut des Evangelisten Johannes, dargestellt. Obwohl es sich sehr wahrscheinlich um drei verschiedene Personen handelt, werden der Verfasser der Offenbarung, der Evangelist und der Apostel Johannes häufig miteinander verschmolzen.